# جائزة فرنسا الكبرى للدراجات النارية 2014
جائزة فرنسا الكبرى للدراجات النارية 2014 هو سباق دراجات نارية أقيم بتاريخ 18 مايو 2014 في لو مان، فرنسا. كان الجولة الخامسة من أصل 18 في سباق الجائزة الكبرى للدراجات النارية موسم 2014. فاز الإسباني مارك ماركيث بفئة الموتو جي بي بينما جاء الإيطالي فالنتينو روسي في المركز الثاني وحصل على المركز الثالث الإسباني ألفارو باوتيستا.

## وصلات خارجية
- الموقع الرسمي